# M-200
L'M-200 Mest' è stato un sommergibile della Classe Maljutka, serie XV, della Voenno-morskoj flot, operante nel corso della seconda guerra mondiale.

## Storia
Il sommergibile M-200 fu impostato presso lo stabilimento N. 196 a Leningrado il 31 marzo 1940, e venne varato il 17 luglio 1941. L'imbarcazione venne trasferita lungo le rotte fluviali interne dell'Unione Sovietica presso la fabbrica n. 638 ad Astrachan', dove fu completato, entrando in servizio il 20 marzo 1943. Il 29 marzo l'unità entrò a far parte della flottiglia del Mar Caspio.
Con una risoluzione del GKO in data 22 aprile 1943, fu deciso di trasferire 6 sottomarini dal Mar Caspio al Mar Glaciale Artico, e tra questi vi era l'M-200.
Il 23 aprile l'M-200 partì da Astrachan' arrivando a Gor'kij il 1º maggio al comando dell'ingegnere-capitano di primo grado N.V. Alekseev. A Gor'kij l'M-200 insieme al gemello M-201 fu utilizzato come pontile galleggiante.
Il 15 maggio le unità iniziarono a trasferirsi a Molotovsk, dove arrivarono il 28 maggio.
Il 28 maggio 1943 l'M-200 entrò a far parte della Flotta del Nord, e il 2 giugno ne divenne comandante il capitano-tenente Pavel Semenovič Šmatov. Il 18 giugno 1943 per ordine del Commissario del popolo della Marina l'M-200 ricevette il nome di Месть (Mest', Vendetta).
Il 12 settembre 1943 il capitano di terzo grado Vasilij Andrianovič Turaev fu nominato comandante dell'M-200 che il 19 ottobre arrivò a Poljarnoe e già nel dicembre 1943 fece la sua prima missione militare, che non portò risultati. Sotto il comando di Turaev il Месть effettuò altre due missioni senza esito.
Il 12 marzo 1944 il tenente comandante Vladimir L'vovič Glazkov fu nominato comandante dell'M-200 con cui effettuò altre due missioni belliche infruttuose.
L'11 luglio 1944 il Mest' prese nuovamente posizione nell'area del fiordo di Pers, dove il 15 luglio lanciò due siluri contro un convoglio nemico, apparentemente senza esito.
Al ritorno dalla missione l'M-200 iniziò a prepararsi per il trasferimento nel Mar Baltico, e due mesi dopo fu inviato a Leningrado, via canale Stalin.
L'M-200 rientrò in servizio nella Flotta del Baltico dopo la fine della guerra, nel 1948. In forza alla 157ª Brigata sommergibili il 21 novembre 1956 il sommergibile eseguiva una missione per la prova dal campo magnetico, al termine della quale doveva incontrarsi con il cacciatorpediniere Statnyj. Durante il passaggio da Paldiski a Liepāja verso le 19:45 dal sommergibile, allora al comando del capitano di secondo grado Jurij Pavlovič Štikov, che aveva sostituito Aleksandr Spiridonovič Šumanin sceso all'interno per la cena, venne avvistato il cacciatorpediniere. Alle 19:53, mentre tentava di prendere posizione accanto al cacciatorpediniere, il sommergibile tagliò la prua del cacciatorpediniere, che colpì l'M-200 sul lato di dritta a poppa. I due compartimenti di poppa si allagarono uccidendo i sei uomini lì di stanza. Otto uomini riuscirono a lasciare il battello nei sei o otto minuti prima che l'M-200 affondasse, ma due di loro morirono annegati prima che poter essere salvati. Ventotto sopravvissuti rimasero intrappolati negli scompartimenti uno, tre e quattro del sottomarino affondato.
La boa di emergenza del sottomarino fu localizzata alle 21:05 e vennero stabilite comunicazioni con i restanti sopravvissuti nel compartimento uno, la sala siluri di prua. Gli uomini negli scompartimenti tre e quattro erano già morti. Le unità di soccorso iniziarono ad arrivare rapidamente sul luogo dell'incidente, ma non furono in grado di fornire aria ai sopravvissuti.
Alle 04:00 del mattino successivo, il 22 novembre, gli uomini del sommergibile erano pronti a usare le loro attrezzature di salvataggio per lasciare il relitto, ma ricevettero l'ordine di rimanere a bordo, mentre in superficie alti ufficiali elaboravano piani per sollevare l'unità con una gru galleggiante. Numerose riunioni occuparono questi ufficiali fino alle 18:00 circa di quella sera, quando iniziò effettivamente il tentativo di salvataggio. A causa del peggioramento delle condizioni meteorologiche le navi di soccorso iniziarono a tirare a bordo l'ancora e il cavo telefonico del relitto affondato si sprezzò, e il tentativo fu abbandonato.
Alle 03:47 del mattino successivo, il 23 novembre, i sommozzatori localizzarono il relitto e scoprirono che la sera precedente, dopo che la linea telefonica si era interrotta e le comunicazioni erano cessate, i sopravvissuti avevano deciso di disobbedire agli ordini e abbandonare il battello da soli. Il primo uomo ad usare il portello di fuga, colpito da un infarto, era deceduto nel tentativo, bloccandolo definitivamente. Tutti i marinai a bordo erano morti. Il Mest' fu recuperato sei giorni dopo dalla nave recupero Kommuna e rimorchiato a Tallinn. Le salme dei marinai vennero successivamente tumulate nel cimitero della città.
L'ufficio del procuratore militare avviò un procedimento penale sul naufragio del sommergibile M-200. Il processo si tenne a Tallinn, con i comandanti di entrambe le navi giudicati colpevoli. Il comandante dell'M-200, il tenente comandante A. Šumanin, è stato condannato a 6 anni di carcere, il comandante del cacciatorpediniere capitano di terzo grado Ju. Savčuk a tre anni di carcere (successivamente, dopo un'ulteriore indagine, egli venne assolto).

### Fonti
1. ↑  Polmar, Noot 1991, p. 278.
2. 1 2 3 4 5 6 7  U-Boat.
3. 1 2 3 4  Polmar, Noot 1991, p. 276.
4. 1 2 3 4 5 6 7 8 9 10 11 12 13 14 15 16 17 18 19 20 21  Woodsman.
5. ↑  Polmar, Noot 1991, p. 128.
6. ↑  Polmar, Noot 1991, p. 117.